# Федеральне міністерство освіти та наукових досліджень Німеччини
Федеральне міністерство освіти та наукових досліджень Німеччини (нім. Bundesministerium für Bildung und Forschung, BMBF) — одне з міністерств Німеччини, забезпечує фінансування науково-дослідних проєктів та установ, а також регулює загальну політику в галузі освіти. Велика частина освітньої політики в Німеччині вирішується на рівні земель, що сильно обмежує вплив міністерства.